# Guillaume Le Blond
Guillaume Le Blond (Parigi, 1704 – 1781) è stato un matematico francese.

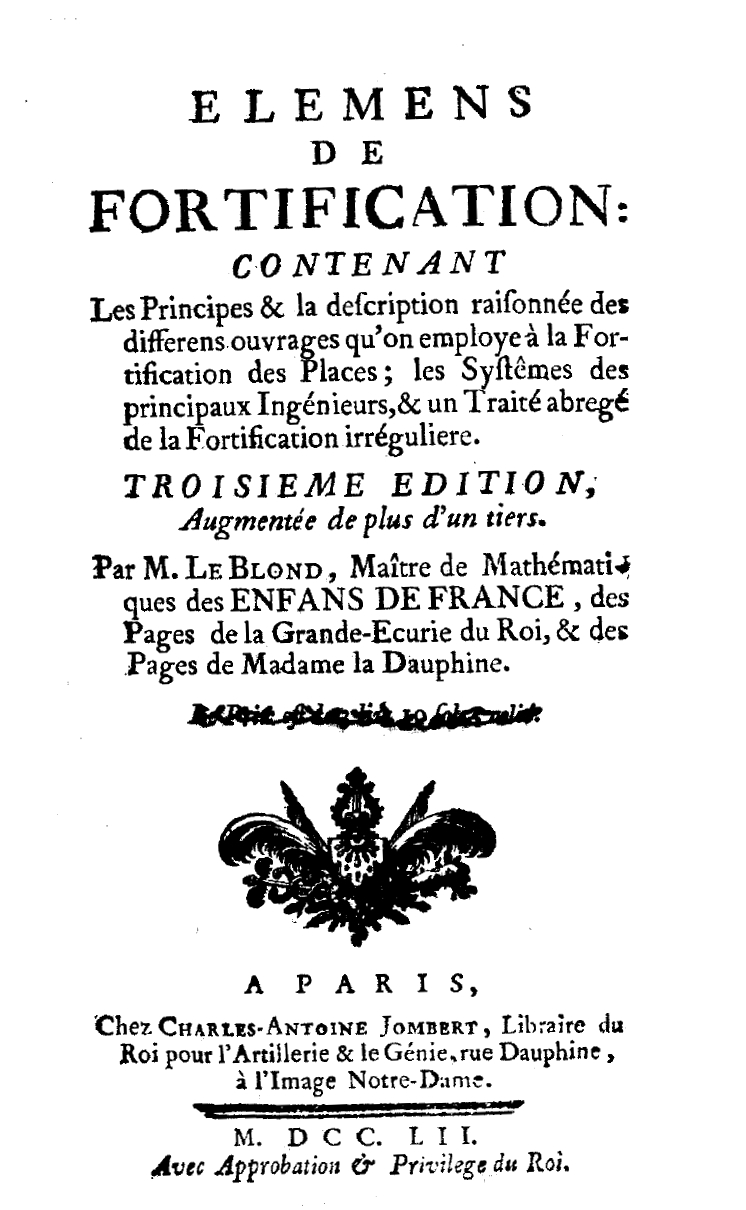
Eléments de fortification, 1752

Professore di matematica presso la corte del re (1736) e poi dell'infante di Francia (1751), continuò tale lavoro fino al 1778, quando divenne segretario di gabinetto di Madame Victoire.

## Opere
- (FR) Guillaume Le Blond, Eléments de fortification, Charles Antoine Jombert, 1752.